# 星光少女 美夢成真

動畫海報

台灣海報

《星光少女 Dear My Future》（プリティーリズム・ディアマイフューチャー）是星光少女動畫系列的第二季。於2012年4月7日起播出，並換上新登場的角色；此外，中國大陸以「美妙旋律 Dear My Future」命名於土豆網播出，台灣以「星光少女 美夢成真」的名義於東森幼幼台播出。香港於2013年1月26日起在無綫電視翡翠台播出該作品。

## 概要
在第1季，日本的TAKARA TOMY、韓國的玩具公司與Syn Sophia於2011年1月開始了聯合業務制作的基石；在第2季，不只是在Syn Sophia公司播放，還新增至韓國電視台。在第1季，SBS的分公司，SBS Viacom公司（美國・Viacom公司的合資企業）雖通過生產委員會出資，但動畫制作上的工作人員都以日本方面主導制作。在第2季，動畫制作卻由龍之子Production與韓國的DONGWOO ANIMATION共同制作；由於韓國投資增加所以動畫體制上的干預亦增強。再者，本作品的替換是為第1期TAKARA TOMY與TAKARA TOMY ART續繼TAKARA TOMY遊戲機台相關的事業所開發的遊戲，作為與Syn Sophia共同的原作與信譽，並加入了制作委員會。
比起第1期的動畫監督・系列構成・角色設計・音樂創作等主要工作人員繼續連任。故事設計在第1季的3年後舞台，在第1季中，在MARs真實部份登場的兒童組合・Prizmmy☆（プリズミー）的4人替換成第2季的新角色，與同時以在日本出道為目標的韓國留學生組合・PURETTY的5人一同開展的新故事。
在本作動畫，Prizmmy ☆以及PURETTY的配音，不由原聲真人配音，而是由專業聲優代配。真實的Prizmmy☆與PURETTY只負責演唱主題曲（片頭曲與片尾曲），還有真人演出部份「Pretty Rhythm STUDIO」。與前作一樣，基本的劇情內容都以2D繪製，舞台與跳躍場景都以3DCG的Toon Rendering描繪。
在第1季據點是為置地廣場作為中心，以横濱市西區與中區作為故事的主要舞台。本作據點是為東京・台場，舞台遷移至第1季的「Prism Stone」裏面，並以同樣的形式在Venus Odaiba開設「Dear Crown」的品牌商店。再者，在第18集，回韓國小島表演Prism Show的舞台亦被加插在內。次回予告中，與第1季由伊藤加奈惠作為旁白不同，風格改為由Prizmmy☆的4人輪流擔任次回予告旁白。雖然是女性的動畫作品，卻大量加入荒唐滑稽與不合理噱頭的情節，而不同投資方的想法亦令原有系列構成開始無法駕馭內容的分配，結果本作評價未及第1季出色，亦促使第3季時投資出現較大型的重新整合。
漫畫作品連載於小學館的『小學一年生』，在2012年4月號發行的第1期與卡娜奇詩織的作畫相同，而同社的『Pucchigumi』雖然在2012年5月號發行第1期與立花真未的作畫相同的連載，但正在第1期聯合實施『Ciao』的漫畫連載時就被終止進行。

### Pretty Rhythm STUDIO
『Pretty Rhythm STUDIO』（プリティーリズムSTUDIO），在動畫片尾曲與次回預告中加入的真人表演活動。與第1季不同，NICONICO頻道開始時因配信版沒有肖像權，因此不被廣播。
出演
- Prizmmy☆
- PURETTY（劉慧仁（유혜인）、趙時倫（조시윤）、尹彩暻（윤채경）、全在恩（전재은）、全昭珉（전소민））

※第18 - 21話以嘉賓的身份出演。
- Prism Mates：8名小孩。
- 司儀：MC KENSAKU

## 故事大綱
故事發生在Pretty Top演藝學校過了四年後，即是2014年秋天時份至2015年全年，艾菈等人從Pretty Top演藝學校結業並學有所成，之後有了全新生力軍的加入，包含了玲奈、果鈴、彩海三人組成的團隊「Prism Mates」，與後來加入的美愛，演變成四人明星團體「Prizmmy☆」並走上成名之路；後來有來自南韓的五位女性星光留學生（慧仁、時倫、彩暻、昭珉、在恩）加入了Pretty Top演藝學院，組成五人明星團體「PURETTY」，並與Prizmmy☆四人联袂演出。

## 組合介紹

### Prizmmy☆（プリズミー）
由Pretty Top舞蹈訓練學校的研究生：上葉美愛、深山玲奈、志志美果鈴和大瑠璃彩海，這四人所組成的組合。除了美愛之外，最初三人在Pretty Top也受到「Prism Mates（プリズムメイツ）」的待遇。在成員中，四人的姓氏是由蝴蝶品種所命名，「上葉」的含義是鳳蝶、「深山」的含義是小檗絹粉蝶、「志美」的含義是灰蝶、「大瑠璃」的含義是英雄翠鳳蝶。動畫內的人物性格是參照真實Prizmmy☆所創作的。

### PURETTY（ピュリティ）
從韓國的藝員事務所Dear Princess（ディアプリンセス），到日本入讀「Pretty Top」舞蹈學校的五名留學生－慧仁、時倫、在恩、彩暻和沼珉，以日本初次出道作為目標的五人隊伍。在第二季13話正式出道，與此同時組合名稱亦同時發佈。與「Prizmmy☆」一樣，都是真實存在的DSP媒體的其下所屬組合，所參照的組合與PURETTY同名。

### 三人重組
由於參加交響曲之路（三人比賽），所以四人組合「Prizmmy」和五人組合「PURETTY」，重新組合參加比賽。
以下是Prizmmy☆和PURETTY在第27話隊伍重組的新組合：

#### Team A：Sprouts（スプラウト）
由彩海、玲奈、在恩三人組成。當初是「蘿蔔苗Radish」的暫稱，後來由高峰美音提出「萌芽」的意味，因此以「Sprouts」為正式名（末尾的「s」並沒有發音，因而唸作「Sprout」）。關鍵風格是「Vocal Unit」。因為組合想給別人互相合作的感覺，所以Prism Stone和Dear Crown的服飾都有採用。彩海選擇Prism Stone的女僕裝，玲奈和在恩選擇Dear Crown的男管家西裝。

#### Team B：P&P（ピアピア）
由果鈴、慧仁、時倫三人組成。關鍵風格「Dance Group」。兩個"P"是代表Prizmmy☆和PURETTY的頭一個字母，命名的意味是兩隊組合的橋樑（"&"並沒有發音），所以2個「P」字也唸作「Pier」（碼頭）。服裝品牌：Dear Crown。

#### Team C：COSMOs（コスモス）
由美愛、彩暻、沼珉三人組成。關鍵風格「個性派 Idol」。組合名稱：包含了美愛、彩暻、沼珉三人的字頭而組成英文縮寫。服裝品牌：Prism Stone。

### MARs（マーズ）
第1季的主角，由春音艾菈、天宮旋、高峰美音三人組成的組合。艾菈第1季50話中成為星光天后，而小旋和美音於2013年和2014年（兩人各自成為星光天后）相繼成為光輝閃耀的星光天后，歷代三名的星光天后名符其實的成為女子Prism界最強的組合。在第28話中小旋和Callings的響於年半為前（2014年春天時份）入戶籍，結婚之事亦被發表。

### 莎莉音（せれのん）
在第1季最終話提及，因隨著所屬的事務所關閉，因此轉到「Pretty Top」的城之内莎莉娜與藤堂花音，成為相聲及星光舞者的特別組合。無敵自豪於Duo的Prism Show、已經成為了夏季天后盃的四連霸。在第1季的晶瑩水晶高跟鞋盃臨時加入天宮要（當時的久里須要），現在亦屬於「Pretty Top」其下的成員之一。在特別電視節目「魔法美音」中，莎莉娜和花音兩人主演怪物等角色、而小要則主演被怪物襲擊的角色。
SERENON with K（せれのん・ウィズ・かなめ）
於第二季交響曲之路出現的組合，城之内莎莉娜、藤堂花音、天宮要這三人所構成的組合。

### Callings（コーリングス）
繼第1季的結局在第2季登場、尚、響、渡的三人男子星光舞者組合。在第1季尚是「Prism Stone」的設計之事並沒有公開；在第2季2話，在「Dear Crown」的設計師潤壽為艾菈獻上王冠並想親吻艾菈的手的時候，尚出場後宣佈自己就是「Prism Stone」的設計師。

### LOVE-MIX（ラブミックス）
是「Dear Princess」屬下的男星光舞者－容和與艾菈的弟弟－春音齊突然性所組成的組合。

## 稜石（Prism Stone）
愛心形狀的獨特寶石，幫助星光舞者更衣的道具，內含飾物和服裝，有些稜石更內藏整套套裝，各自有不同的顏色與屬性，並要搭配在特定款式與色系的服裝上，才能發揮最大的效能。

### Prizmmy☆
以下是Prizmmy☆在表演使用過的普通Prism Stone（不包括交響曲石）。
| 衣服搭配 | HAIR                                                  | TOP                                                          | BOTTOM                                                           | SHOES                                                          | ARRANGE                                                          |
| -------- | ----------------------------------------------------- | ------------------------------------------------------------ | ---------------------------------------------------------------- | -------------------------------------------------------------- | ---------------------------------------------------------------- |
| 美愛     |                                                       | 星光練習服 Prizmmy☆Red （メイツ ワンピ プリズミー☆ レッド）  |                                                                  | 星光運動鞋 Prizmmy☆Red （メイツスニーカー プリズミー☆ レッド） |                                                                  |
| 美愛     |                                                       | Prizmmy☆陽光背心 （プリズミー☆ サンシャイン ベスト）         | Prizmmy☆陽光短裙 （プリズミー☆ サンシャイン スカート）           | 條紋絲帶皮革長靴 （ラインリボン スエード ロングブーツ）        | 幸運夥伴 尾毛髮圈－美米 （ペアチャムミミー テールシュシュ ヘア） |
| 美愛     |                                                       | 達爾馬提亞酒吧夾克 （ダルメシアンバールジャケット）          | 性感豹紋短褲 （\|セクシーヒョウ柄ショーパン）                    | 蕾絲褲襪 & 亮漆舞鞋 （レースタイツ & エナメルパンプス）        | 銀色珍珠項鏈 （シルバーパール ネックレス）                       |
| 美愛     | 淘氣黑貓髮箍 （いたずら キャット カチューシャ）       | 淘氣黑貓背帶褲 （いたずら キャット サロペット）              |                                                                  | 淘氣黑貓之靴 （いたずら キャット ブーツ）                      |                                                                  |
| 美愛     |                                                       | Prism Stone T恤 （Prism Stone Tシャツ）                      | 不明                                                             | 別緻帶扣舞鞋 （ベルト付きシックパンプス）                      |                                                                  |
| 美愛     |                                                       | 草莓偶像上衣 （ストロベリー アイドルトップス）               | 草莓偶像寬裙 （ストロベリー アイドルパニエ）                     | 草莓偶像之靴 （ストロベリー アイドルプーツ）                   |                                                                  |
| 玲奈     |                                                       | Prizmmy☆晚星背心 （プリズミー☆ ナイトスター ベスト）         | Prizmmy☆晚星褲子 （プリズミー☆ ナイトスター パンツ）             | 條紋絲帶皮革長靴 （ラインリボン スエード ロングブーツ）        | 幸運夥伴 尾毛髮圈－蕾米 （ペアチャムレミー テールシュシュ ヘア） |
| 玲奈     | 淘氣黑貓髮箍 （いたずら キャット カチューシャ）       | 淘氣黑貓背帶褲 （いたずら キャット サロペット）              |                                                                  | 淘氣黑貓之靴 （いたずら キャット ブーツ）                      |                                                                  |
| 玲奈     |                                                       | 黑白格紋連衣裙 （モノクロチェックワンピ）                    |                                                                  | 豹紋長靴 （ヒョウがらロングブーツ）                            |                                                                  |
| 玲奈     |                                                       | Prism Stone T恤 （Prism Stone Tシャツ）                      | 不明                                                             | 別緻帶扣舞鞋 （ベルト付きシックパンプス）                      |                                                                  |
| 玲奈     |                                                       | 舞蹈管家夾克 （ダンスバトラー ジャケット）                   | 舞蹈管家長褲 （ダンスバトラー ロングパンツ）                     | 舞蹈管家之鞋 （ダンスバトラー シューズ）                       |                                                                  |
| 果玲     |                                                       | Prizmmy☆閃亮星光背心 （プリズミー☆ シャイニースター ベスト） | Prizmmy☆閃亮星光短褲 （プリズミー☆ シャイニースター ショーパン） | 條紋絲帶皮革長靴 （ラインリボン スエード ロングブーツ）        | 幸運夥伴 尾毛吊飾－莉米 （ペアチャムリミーのテールチャーム）     |
| 果玲     | 淘氣黑貓髮箍 （いたずら キャット カチューシャ）       | 淘氣黑貓背帶褲 （いたずら キャット サロペット）              |                                                                  | 淘氣黑貓之靴 （いたずら キャット ブーツ）                      |                                                                  |
| 果玲     |                                                       | Prism Stone T恤 （Prism Stone Tシャツ）                      | 不明                                                             | 別緻帶扣舞鞋 （ベルト付きシックパンプス）                      |                                                                  |
| 果玲     |                                                       | 碳酸汽水長T恤> （ アクサイダーロンT）                        |                                                                  | 碳酸汽水運動鞋 （アクサイダースニーカー）                      |                                                                  |
| 果玲     | 舞者辮子髮型 （ダンサードレッドヘア）                 | HIP HOP休閒小T恤 （HIP HOPカジュアルちびT）                  | HIP HOP跳舞褲子 （HIP HOPダンシングパンツ）                      | HIP HOP圖案運動鞋 （HIP HOPパターン スニーカー）               |                                                                  |
| 彩海     |                                                       | Prizmmy☆閃亮絲帶背心 （プリズミー☆ シャイニーリボンベスト）  | Prizmmy☆閃亮絲帶短裙 （プリズミー☆ シャイニーリボンスカート）    | 條紋絲帶皮革長靴 （ラインリボン スエード ロングブーツ）        | 幸運夥伴 尾毛髮圈－雅米 （ペアチャムヤミー テールシュシュ ヘア） |
| 彩海     | 淘氣黑貓髮箍 （いたずら キャット カチューシャ）       | 淘氣黑貓背帶褲 （いたずら キャット サロペット）              |                                                                  | 淘氣黑貓之靴 （いたずら キャット ブーツ）                      |                                                                  |
| 彩海     | 盛開卷花髮箍 （ボリュームフラワーカチューシャ）       | 可愛迷人格子連衣裙 （ゆるカワ ギンガムワンピ）               |                                                                  | 粉彩小圓點舞鞋 （パステルドット パンプス）                     |                                                                  |
| 彩海     |                                                       | Prism Stone T恤 （Prism Stone Tシャツ）                      | 不明                                                             | 別緻帶扣舞鞋 （ベルト付きシックパンプス）                      |                                                                  |
| 彩海     | 舞動快樂絲帶頭飾 （ダンシング ハピネス リボンヘアー） | 跳舞小貓連身裙 （ダンシング キャットワンピ）                 |                                                                  | 舞動快樂之鞋 （ダンシング ハピネス シューズ）                  |                                                                  |

### PURETTY
以下是PURETTY在表演使用過的普通Prism Stone（不包括交響曲石）。
| 衣服搭配 | HAIR                                         | TOP                                                                            | BOTTOM                                                                       | SHOES                                                         | ARRANGE                                                                           |
| -------- | -------------------------------------------- | ------------------------------------------------------------------------------ | ---------------------------------------------------------------------------- | ------------------------------------------------------------- | --------------------------------------------------------------------------------- |
| 慧仁     |                                              | Dear Crown PURETTY 淘氣夾克 （ディアクラウン ピュリティ ルージュジャケット）   | Dear Crown PURETTY 皮帶短褲 （ディアクラウン ピュリティー ベルトショーパン） | Dear Crown PURETTY 之靴 （ディアクラウン ピュリティーブーツ） | Dear Crown 幸運夥伴 尾毛髮圈－比比 （ディアクラウン ペアチャムビビ シュシュヘア） |
| 慧仁     | 暑假迷你海軍帽 （サマーバカンス ミニマリン） | 夏日假期連身衣 （サマーバカンス ワンピース）                                   |                                                                              | 暑假間紋涼鞋 （サマーバカンス ボーダー サンダル）             |                                                                                   |
| 慧仁     |                                              | 仿鑽無肩上衣 （ラインストーン ベアトップ）                                     | 優雅鮮花高丘褲 （エレガントフラワー ガウチョパンツ）                         | 流蘇性感涼鞋 （フリンジ セクシーサンダル）                    |                                                                                   |
| 慧仁     | 舞者辮子髮型 （ダンサードレッドヘア）        | HIP HOP休閒小T恤 （HIP HOPカジュアルちびT）                                    | HIP HOP跳舞褲子 （HIP HOPダンシングパンツ）                                  | HIP HOP圖案運動鞋 （HIP HOPパターン スニーカー）              |                                                                                   |
| 時倫     |                                              | Dear Crown PURETTY 條紋夾克 （ディアクラウン ピュリティライン ＆ジャケット）   | Dear Crown PURETTY 迷你裙 （ディアクラウン ピュリティーミニスカ）            | Dear Crown PURETTY 之靴 （ディアクラウン ピュリティーブーツ） |                                                                                   |
| 時倫     | 暑假迷你海軍帽 （サマーバカンス ミニマリン） | 夏日假期連身衣 （サマーバカンス ワンピース）                                   |                                                                              | 暑假間紋涼鞋 （サマーバカンス ボーダー サンダル）             |                                                                                   |
| 時倫     |                                              | 仿鑽無肩上衣 （ラインストーン ベアトップ）                                     | 優雅鮮花高丘褲 （エレガントフラワー ガウチョパンツ）                         | 流蘇性感涼鞋 （フリンジ セクシーサンダル）                    |                                                                                   |
| 時倫     | 舞者辮子髮型 （ダンサードレッドヘア）        | HIP HOP休閒小T恤 （HIP HOPカジュアルちびT）                                    | HIP HOP跳舞褲子 （HIP HOPダンシングパンツ）                                  | HIP HOP圖案運動鞋 （HIP HOPパターン スニーカー）              |                                                                                   |
| 在恩     |                                              | Dear Crown PURETTY 連身裙 （ディアクラウン ピュリティ ワンピ）                 |                                                                              | Dear Crown PURETTY 之靴 （ディアクラウン ピュリティーブーツ） |                                                                                   |
| 在恩     | 暑假迷你海軍帽 （サマーバカンス ミニマリン） | 夏日假期連身衣 （サマーバカンス ワンピース）                                   |                                                                              | 暑假間紋涼鞋 （サマーバカンス ボーダー サンダル）             |                                                                                   |
| 在恩     |                                              | 仿鑽無肩上衣 （ラインストーン ベアトップ）                                     | 優雅鮮花高丘褲 （エレガントフラワー ガウチョパンツ）                         | 流蘇性感涼鞋 （フリンジ セクシーサンダル）                    |                                                                                   |
| 在恩     |                                              | 舞蹈管家夾克 （ダンスバトラー ジャケット）                                     | 舞蹈管家長褲 （ダンスバトラー ロングパンツ）                                 | 舞蹈管家之鞋 （ダンスバトラー シューズ）                      |                                                                                   |
| 彩暻     |                                              | Dear Crown PURETTY 星光夾克 （ディアクラウン ピュリティ スタージャケット）     | Dear Crown PURETTY 褶邊短裙 （ディアクラウン ピュリティ フリルスカート）     | Dear Crown PURETTY 之靴 （ディアクラウン ピュリティーブーツ） |                                                                                   |
| 彩暻     | 暑假迷你海軍帽 （サマーバカンス ミニマリン） | 夏日假期連身衣 （サマーバカンス ワンピース）                                   |                                                                              | 暑假間紋涼鞋 （サマーバカンス ボーダー サンダル）             |                                                                                   |
| 彩暻     |                                              | 仿鑽無肩上衣 （ラインストーン ベアトップ）                                     | 優雅鮮花高丘褲 （エレガントフラワー ガウチョパンツ）                         | 流蘇性感涼鞋 （フリンジ セクシーサンダル）                    |                                                                                   |
| 彩暻     |                                              | 藍莓偶像夾克 （ブルーベリー アイドルジャケット）                               | 藍莓偶像迷你裙 （ブルーベリー アイドルミニスカ）                             | 藍莓偶像短靴 （ブルーベリー アイドルショートブーツ）          |                                                                                   |
| 沼珉     |                                              | Dear Crown PURETTY 斑馬紋夾克 （ディアクラウン ピュリティゼブラ ＆ジャケット） | Dear Crown PURETTY 條紋短褲 （ディアクラウン ピュリティー ラインショーパン） | Dear Crown PURETTY 之靴 （ディアクラウン ピュリティーブーツ） |                                                                                   |
| 沼珉     | 暑假迷你海軍帽 （サマーバカンス ミニマリン） | 夏日假期連身衣 （サマーバカンス ワンピース）                                   |                                                                              | 暑假間紋涼鞋 （サマーバカンス ボーダー サンダル）             |                                                                                   |
| 沼珉     |                                              | 仿鑽無肩上衣 （ラインストーン ベアトップ）                                     | 優雅鮮花高丘褲 （エレガントフラワー ガウチョパンツ）                         | 流蘇性感涼鞋 （フリンジ セクシーサンダル）                    |                                                                                   |
| 沼珉     |                                              | 檸汁偶像背心 （レモネード アイドルベスト）                                     | 檸汁偶像南瓜褲 （レモネード アイドルかぼちゃパンツ）                         | 檸汁偶像短靴 （レモネード アイドルショートプーツ）            |                                                                                   |

### MARs
首次亮相服裝
- 艾菈：

MARs 閃亮絲帶上衣（ＭＡＲｓ シャイニーリボン トップス）
MARs 閃亮粉紅寬裙（ＭＡＲｓ シャイニー ピンクパニエ）
MARs 閃亮長靴（ＭＡＲｓ シャイニー ロングブーツ）
- 小旋：

MARs 閃亮星光上衣（ＭＡＲｓ シャイニースター トップス）
MARs 閃亮藍色短褲（ＭＡＲｓ シャイニーブルー ショーパン）
MARs 閃亮長靴（ＭＡＲｓ シャイニー ロングブーツ）
- 美音：

MARs 閃亮愛心上衣（ＭＡＲｓ シャイニーハート トップス）
MARs 閃亮紫色短裙（ＭＡＲｓ シャイニーパープル スカート）
MARs 閃亮長靴（ＭＡＲｓ シャイニー ロングブーツ）

### SERENON with K
首次亮相服裝
- 莎莉娜[17]：

莎莉娜惡魔小帽（セレナ デビルヘア）
金色惡魔連身裙（ゴールド デビルワンピ）
金色惡魔之靴（ゴールド デビルブーツ）
- 花音[17]：

花音天使髮飾（かのん エンジェルヘア）
銀色天使連身裙（シルバー エンジェルワンピ）
銀色天使舞鞋（シルバー エンジェル パンプス）
- 小要[17]：

小要魔天使髮飾（かなめ デビジェルヘア）
光輝的魔天使連身裙（ブリリアント デビジェルワンピ）
光輝的魔天使長靴（ブリリアント デビジェル ブーツ）

## 用語解說
- 星光時秀『プリズムショー』

一種結合歌舞、花式溜冰和星光跳躍（Prism Jump）的新型態運動競技，包含了男子、女子個別的比賽種類，以及男女成對演出等多種參賽類型。據阿世知今日子所敘述，該項競賽在全球有約一百萬人參賽。
- 星光舞者（Prism Star）『プリズムスター』

參與星光時秀的表演者。
- 星光天后（Prism Queen）

在Prism Show中最高的頭銜。在星光天后盃（Prism Queen Cup）決賽中，取得第一名並被授予「星光天后」（Prism Queen）頭銜的女性星光舞者。第一季的星光天后是艾菈，第二季的交響曲天后是美愛與慧仁。
- 閃耀之瞳（Shining Eyes）『シャイニングアイズ』

第二季星光舞者竭盡全力所展現的終極技能，眼眸會轉換成星星、愛心、蝴蝶、火焰的形狀，或者彩虹的顏色。在努力、堅持的情況下，會無意識地啟動閃耀之瞳。
- 星之瞳：

美愛（第一、十二、四十四、四十六集）、玲奈、果鈴和彩海（第十二集）、慧仁（第十六、二十一、四十五、四十六集）
- 心之瞳：

玲奈（第二十二集）、勇華和齊（第三十集）
- 蝶之瞳：

慧仁（第三十二集）、艾菈（第三十七、三十八、三十九、四十、四十一、四十二集）、美愛（第三十七集）
- 火之瞳：

齊（第四十集）
- 彩虹之瞳：

小要（第四十五集）
- 星光跳躍（Prism Jump）『プリズムジャンプ』

星光舞者在星光時尚秀中，跳出令人歎為觀止的華麗跳躍。
- 星光香水（Prism Perfume）『プリズムパフューム』

由星光設計師（尚和潤壽）設計出的香水，香水的芬芳能使星光舞者及觀眾的心情雀躍。
- Prizmmy☆的香水於本劇第二十由代表「Prism Stone」的阿尚所設計。
- PURETTY的香水於本劇第十三由代表「Dear Crown」的潤壽所設計。
- 因為COSMOs採用阿尚的服飾設計，所以他們的香水於本劇第三十一由代表「Prism Stone」的阿尚所設計。
- 因為Sprouts同時的採用阿尚和潤壽的服飾設計，所以他們的香水於本劇第二十七分別由代表「Prism Stone」的阿尚和「Dear Crown」的潤壽所設計。
- 因為P&P採用潤壽的服飾設計，所以他們的香水於本劇第二十八由代表「Dear Crown」的潤壽所設計。

- 星光設計師（Prism Designer）『プリズムデザイナー』

為星光舞者設計衣服和香水的人，設計後會交給赤井眼鏡姐變為稜石，然後星光舞者會穿上進行星光時尚秀。
- 星光收藏箱（Prism Stone Box）『プリズムストーンボックス』

簡稱稜石盒，稜石盒裡可以裝婚紗、表演服裝和便服等稜石，是十分好用的稜石盒。新出道的星光舞者可以獲得星光稜石盒。
- 星光智慧型手機（Smart Pod Touch）『プリズムスマートフォン』

可以用來連絡學園同學和管理課程內容，是個十分高級的星光舞者工具。
- 閃光手套（Flash Glove）『フラッシュグローブ』

首見於本劇第一集，替代第一季的彩球棒，會發光。慧仁是最懂得使用閃光手套的人。
- 星光舞台劇（Prism Act）『プリズムアクト』

在第二季創出的新表演，可以一個人或多人完成。有些星光舞者表演過一半都未能夠完成，因此來到了星光舞台劇的臨界點「Act Line」。
- 星光應援（Fans Call）『ファンコール』

粉絲們透過網路、手機、實際的表演等方式給偶像們的支持，心形代表「可愛」、音符形代表「快樂」等選項，都代表著粉絲們對偶像表演的評價，可以化作偶像們表演時的力量，會集中到吉祥物和手套的愛心形狀寶石裡。
- 星光轉播（Prism Live）『プリズム放送』

第一季除了現場觀看及電視轉播，第二季星光時尚秀更擴展至網路現場直播，第二季的主持人是東・邦比。

## 相關名詞
- 星光賽車道（Prism Race）

星光夏日祭開幕戰「神戶戰」的比賽地點，因為這裡是賽道，所以比賽規則一定要為機器賽跑的規則，要通過各類關卡，然後進行星光時尚秀。
- 星光客船（Prism Passenger Ship）

星光夏日祭中繼戰「橫濱戰」的比賽地點，尋找藏在客船的稜石，以尋找的稜石作為演出服的搭配，尋找稜石的過程中與星光時尚秀得到最多的星光應援決定贏家。
- 台場維納斯（Venus Odaiba）

有星光時秀的舞台，Pretty Top每期都有定期公演。
- 星光動物園（Prism Zoo）

有星光時秀的舞台和動物園。
- 星光勇者（Prism Quest）

Pretty Top贊助的遊戲。遊戲主角為Prizmmy☆與PURETTY，壞人則是由企鵝老師、拉拉、貝貝和咪咪擔任。
- 交響曲（Symphonia）

根據阿世知欽太郎的交響曲筆記可以知道，交響曲的樂章共有四章。
- 第一序曲（Road to Symphonia）：由艾菈第三十八集首次完成「交響曲大道」。
- 第二樂章（Sky High Symphonia）：由PURETTY第四十二集首次完成「高空交響曲」。
- 第三樂章（Wake up Symphonia）：由美愛第四十五集成功覺醒「熱情交響曲禮服」，並首次完成「熱情交響曲」；慧仁則是第四十六集成功覺醒「星空交響曲禮服」，並首次完成「星空交響曲」。
- 第四終章（Grateful Symphonia）：由眾星光舞者一起完成感恩交響曲。

- 感恩交響曲系列婚紗（Grateful Symphonia Series）

晶瑩純白婚紗和黑夜浪漫婚紗都是感恩交響曲系列的原型。感恩交響曲婚紗和覺醒交響曲婚紗是由晶瑩純白婚紗和黑夜浪漫婚紗所進化後的覺醒交響曲系列。第三十五集阿世知欽太郎為艾菈設計神秘交響禮服。
- 晶瑩純白婚紗：晶瑩水晶后冠、晶瑩純白婚紗和晶瑩水晶高跟鞋。
- 黑夜浪漫婚紗：晶瑩水晶后冠、黑夜浪漫婚紗和晶瑩水晶高跟鞋。
- 神秘交響曲婚紗：絢麗交響曲髮箍、閃耀交響曲項鍊、神祕交響曲禮服和幻想交響曲舞鞋。
- 感恩交響曲婚紗：絢麗交響曲髮箍、閃耀交響曲項鍊、騰飛交響曲舞衣、勇氣交響曲舞裙和第一交響曲之靴。
- 覺醒交響曲婚紗：歡樂交響曲髮箍、閃耀交響曲項鍊、覺醒交響曲禮服和第一交響曲之靴。

- 改造感恩交響系列婚紗（Pretty Remake Grateful Symphonia Series）

基於原來感恩交響系列的婚紗再改造而成，由尚和潤壽合力設計的作品。改造的設計與原來的設計一樣，可以成功進入交響曲之門。
Prizmmy☆：
- 熱情交響曲婚紗（美愛）：永恆交響曲后冠、閃耀交響曲項鍊、熱情交響曲禮服和第一交響曲之靴。
- 智慧交響曲婚紗（玲奈）：智慧交響曲舞衣、勇氣交響曲舞裙和第一交響曲之靴。
- 友誼交響曲婚紗（果鈴）：友誼交響曲舞衣、勇氣交響曲舞裙和第一交響曲之靴。
- 溫柔交響曲婚紗（彩海）：溫柔交響曲舞衣、勇氣交響曲舞裙和第一交響曲之靴。

PURETTY：
- 星空交響曲婚紗（慧仁）：永恆交響曲后冠、閃耀交響曲項鍊、星空交響曲禮服和第一交響曲之靴。
- 大地交響曲婚紗（時倫）：大地交響曲禮服和第一交響曲之靴。
- 太陽交響曲婚紗（在恩）：太陽交響曲禮服和第一交響曲之靴。
- 海洋交響曲婚紗（彩暻）：海洋交響曲禮服和第一交響曲之靴。
- 天空交響曲婚紗（沼珉）：天空交響曲禮服和第一交響曲之靴。

- 風之村莊（Wind Village）

會利用風力來進行星光時尚秀。今日子曾經在此處進行過一次星光時尚秀，P&P則是第二次登場。
- 教堂舞台（Church Stage）

Sprouts和COSMOs曾在購物中心中的教堂舞台進行星光時尚秀，兩隊都在此舞台跳出新的星光舞台劇。

## 競賽

### 感恩交響曲系列（Grateful Symphonia Series）
- 交響曲選拔賽（Symphonia Selection）『シンフォニアセレクション』

傳說中的感恩交響曲系列稜石（Grateful Symphonia Series Stone）由交響曲選拔賽中授予給優勝者。
第十二集的Stand up女孩盃，由Prizmmy☆獲得勝利。出現的「第一交響曲之靴」，由Prizmmy☆獲得。
第二十一集的星光夏日祭，由Prizmmy☆獲得勝利。出現的「騰飛交響曲舞衣」，由Prizmmy☆獲得。
第二十一集的星光夏日祭，由慧仁獲得勝利。出現的「覺醒交響曲禮服」，由慧仁獲得。
第二十四集的星光勇者，由Prizmmy☆和PURETTY獲得勝利。出現的「騰飛交響曲舞裙」，由美愛獲得。
第三十八集的交響曲大道，由MARs獲得勝利。出現的「絢麗交響曲髮箍」和「閃耀交響曲項鍊」，由MARs獲得。
第四十二集的高空交響曲，由PURETTY獲得勝利。
第四十六集的交響曲終章，由美愛與慧仁獲得勝利。
- Stand up女孩盃 （Stand up girls Cup）『スダンドアップガルーズカップ』

交響曲選拔賽第一戰。是讓新人、新團體一展長才，多少人參加都沒問題，動畫版的東京女子流也參加了。獲得勝利的人，將被授予感恩交響曲系列的「第一交響曲之靴」。
- 星光夏日祭（Prism Summer Festival）『プリズムのサマーフェスティバル』

交響曲選拔賽第二戰。集合了現在當紅的女生組合，用表演來互相競爭的盛夏祭典，分為初賽「神戶戰」、「橫濱戰」及決賽「名古屋戰」。據說在這個夏日祭中贏得最多粉絲支持的女生組合，將被授予感恩交響曲系列的「騰飛交響曲舞衣」與「MVP」的「覺醒交響曲禮服」。
- 交響曲大道（Road to Symphonia）『ロードトゥシンフォニア』

交響曲選拔賽第三戰。在年末所舉辦的交響曲選拔賽，以三人為一組作為參賽基準人數。獲得勝利的組別，將被授予感恩交響曲系列的「絢麗交響曲髮箍」和「閃耀交響曲項鍊」。
- 高空交響曲（Sky High Symphonia）『スカイハイシンフォニア』

交響曲選拔賽第四戰。以星光舞者的契約作為賭注，只要挑戰者星光應援的數目超過MARs星光應援的數目，就能夠讓Pretty Top奪回MARs。如不成功便要進入交響曲財團。
- 交響曲終章（Symphonia Final）『シンフォニアファイナル』

交響曲選拔賽最終戰。由Pretty Top所舉辦，從MARs、SERENON with K、Prizmmy☆、PURETTY中選出星光應援最多的星光舞者成為究極星光舞台劇「感恩交響曲」的主力舞者。
- 感恩交響曲（Grateful Symphonia）

終極的星光舞臺劇  中心為美愛跟慧仁

### 其他系列比賽
- 星光環球盃（Prism World Cup）

第五十話的未來顯示，Prizmmy☆與PURETTY將來會在星光環球盃相遇進行比賽。可見這個是全球性的星光娛樂比賽。

## 電視動畫
日本

- 播放電視台及時間：東京電視台，逢星期六早上10時至10時30分。
- 播放日期：2012年4月7日 － 2013年3月30日 全51集

台灣

- 播放電視台及時間：東森幼幼台，逢星期五下午5時30分至6時，（2013年6月8日至9月28日改為逢星期六早上8時至8時30分），以國語配音播出。
- 播放日期：2012年11月9日 － 2013年11月1日 全51集

香港

- 播放電視台及時間：翡翠台，逢星期六、日下午5時至5時30分，以粵日雙語播出。
- 播放日期：2013年1月26日 － 2013年7月27日 全51集

台灣

- 播放電視台及時間：MY KIDS TV，逢星期六、日下午6時至7時連播兩集，以國語配音播出。
- 播放日期：2013年6月15日 － 2013年12月7日 全51集

## 工作人員
- 原作 - Takara Tomy、Syn Sophia
- 企劃 - 川崎由紀夫（東京電視台）、鴻巢崇（Takara Tomy A.R.T.S）、Kim Young Doo（DONGWOO ANIMATION）
- 企劃協力 - 依田健（龍之子Production）
- 監督 - 菱田正和
- 後備監督 - 小林浩輔（第27集 - ）
- 行政主任 - Park Chan Young
- 系列構成 - 赤尾でこ
- 後備系列構成 - 坪田文
- 角色原案 - 渡邊明夫
- 角色設計 - 齊藤里枝、Cha Sang Hoon
- 道具設計 - 中山初繪、池田有、高瀨健一、小川宏（第14集 - 第51集）、Kim Young Beom
- 色彩設定 - 赤間三佐子
- 色彩設計 - Yang Min A
- CG監督 - 乙部善弘
- 美術設定 - 長澤順子、Lee Hoi Young
- 美術監督 - 海野吉美
- 背景監督 - Lee Hoi Young
- 背景設計 - Lee Won Gu
- 攝影監督 - Huh Tae Hee
- 編輯 - 坂本雅紀
- 映像編輯 - Lee Young Min
- 音響監督 - 長崎行男
- 音樂 - 長岡成貢
- 音樂制作 - avex entertainment
- 動畫製作人 - 吉田昇一（龍之子Production）、Shin Ju Hee（DONGWOO ANIMATION）
- 准生產者 - 大庭晉一郎（Takara Tomy A.R.T.S）、岩瀨智彥（愛貝娛樂）、中村美喜子、Kang Seok Woo
- 生產商 - 松本裕子（東京電視台，第1集 - 第13集）、高林庸介（東京電視台，第14集 - 第51集）、高橋知子（NAS）、久保彌（Takara Tomy A.R.T.S）、Ha Hae Ran
- 動畫共同制作 - 龍之子Production、DONGWOO ANIMATION
- 製作 - 東京電視台、《星光少女 Dear My Future》製作委員會

森岡俊廣（Takara Tomy A.R.T.S）
藤淳、長濱淳一 → 吉田雄哉（愛貝娛樂）
番泰之、石本順也（東京電視台）
佐川祐子（NAS）
岩野貴（龍之子Production）
吉田健人
丸澤滋（小學館）
Kim Young Doo（DONGWOO ANIMATION）
Chae Jong Ho

## 片頭曲
「Dear My Future 〜未来の自分へ〜」（第1 - 13集）
作詞 - 池畑伸人／作曲、編曲 - 長岡成貢／歌 - Prizmmy☆（avex entertainment）
台灣配唱：鄭可欣、巫玉羚
「BRAND NEW WORLD!!」（第14 - 26集）
作詞 - NOBE、Tomgirl／作曲、編曲 - michitomo／歌 - Prizmmy☆（avex entertainment）
台灣配唱：鄭可欣、巫玉羚
「Life is Just a Miracle 〜生きているって素晴らしい〜」（第27 - 39集）
作詞 - 池畑伸人／作曲、編曲 - 長岡成貢／歌 - Prizmmy☆（大久保瑠美、高森奈津美、津田美波、佐倉綾音）（avex entertainment）
「パンピナッ！」（第40 - 51集）
作詞 - NOBE／作曲、編曲 - michitomo／歌 - Prizmmy☆（avex entertainment）

## 片尾曲
「my Transform」（第1 - 13集）
作詞 - NOBE／作曲、編曲 - michitomo／歌 - Prizmmy☆（avex entertainment）
台灣配唱：鄭可欣、巫玉羚
「Cheki☆Love」（チェキ☆ラブ）（第14 - 26集）
作詞 - 森内優希／作曲、編曲 - G-high、Lee Joo-hyoung／歌 - PURETTY（UNIVERSAL MUSIC）
台灣配唱：鄭可欣、巫玉羚
「Body Rock」（第27 - 39集）
作詞 - NOBE／作曲、編曲 - michitomo／歌 - Prizmmy☆（avex entertainment）
「シュワシュワBABY」（第40 - 51集）
作詞 - HASEGAWA／作曲、編曲 - HAN SANG WON、LEE JIN SUNG、MELODYN JUN YOUNG／歌 - PURETTY（UNIVERSAL MUSIC）

## 插入曲
「You May Dream（オーロラライジング Ver.）」（第1 - 2、11、14、31 - 32、48集）
作詞 - 池畑伸人／作曲、編曲 - 長岡成貢／歌 - MARs（阿澄佳奈、原紗友里、片岡梓）
「Party Driver」（第3 - 10、12集）
作詞 - NOBE／作曲、編曲 - michitomo／歌 - Prizmmy☆（日下部美愛、久保玲奈、高橋果鈴、瀨間彩海）
「Summer day」（第9、14、18集）
作詞 - NOBE／作曲、編曲 - michitomo／歌 - Prizmmy☆（日下部美愛、久保玲奈、高橋果鈴、瀨間彩海）
「Dream Goes On」（第10集）
作詞 - 池畑伸人／作曲、編曲 - 長岡成貢／歌 - 春音艾菈（阿澄佳奈）
「LolitA☆Strawberry in summer」（第12集）
作詞、作曲 - BOUNCEBACK／編曲 - 松井寬／歌 - 東京女子流
「EZ DO DANCE」（第12集）
作詞、作曲 - 小室哲哉／編曲 - 渡邊徹／歌 - Dream5
「1000%キュンキュンさせてよ♥」（第14 - 15、19集）
作詞 - 池畑伸人／作曲、編曲 - 長岡成貢／歌 - Pretty Rhythm ☆ All Stars（阿澄佳奈、原紗友里、片岡梓、米澤圓、明坂聰美）
「1/1000永遠の美学」（第14、48集）
作詞 - 池畑伸人、長岡成貢／作曲、編曲 - 長岡成貢／歌 - Callings（近藤隆、KENN、岡本信彥）
「Never Let Me Down 〜がんばりやぁ!〜」（第14、36集）
作詞 - 池畑伸人／作曲、編曲 - 長岡成貢／歌 - 莎莉音（米澤圓、明坂聰美）
「Shall We Go?!」（第14、48集）
作詞 - 池畑伸人／作曲、編曲 - 長岡成貢／歌 - 久里須要（伊藤加奈惠）
「Mirage JET」（第27、29、33、36集）
作詞 - 三重野瞳／作曲、編曲 - 山原一浩／歌 - Sprouts（佐倉綾音、高森奈津美、米澤圓）
「サンキュッ!!」（第28、32、37集）
作詞 - 三重野瞳／作曲、編曲 - 山原一浩／歌 - P&P（伊藤加奈惠、津田美波、金香里）
「LOVE♥MIX」（第30、40、48集）
作詞 - 三重野瞳／作曲、編曲 - 山原一浩／歌 - LOVE-MIX（高山南、熊井統子）
「cheer！yeah！×2」（第31、34 - 35、37集）
作詞 - 三重野瞳／作曲、編曲 - 山原一浩／歌 - COSMOs（大久保瑠美、明坂聰美、三宅麻理惠）
「よいなかそ♥」（第36、39、45集）
作詞 - 三重野瞳／作曲、編曲 - 山原一浩／歌 - SERENON with K（米澤圓、明坂聰美、伊藤加奈惠）
「Que sera」（第38 - 42、44集）
作詞 - 三重野瞳／作曲、編曲 - 山原一浩／歌 - MARs（阿澄佳奈、原紗友里、片岡梓）

## 各集標題
| 話數   | 日文標題 | 台灣標題                            | 香港標題                         | 劇本     | 分鏡     | Storyboard     | 演出     | 動畫演出         | 作畫監督                    | 作畫監修                  | 香港放送日     | 日本放送日  |
| ------ | -------- | ----------------------------------- | -------------------------------- | -------- | -------- | -------------- | -------- | ---------------- | --------------------------- | ------------------------- | -------------- | ----------- |
| 第1集  |          | 哈囉 我的未來                       | 你好，我的未來                   | 赤尾でこ | 近藤信宏 | Park Chi Man   | 青葉讓   | Choi Hun Cheol   | Cha Sang Hoon Shin Sung Min | 藤里枝、空流邊廣子 池田有 | 2013年 1月26日 | 2012 4月7日 |
| 第2集  |          | 把閃耀的后冠獻給妳                  | 將閃耀的王冠獻給你               | 坪田文   | 渡邊慎一 | Sung Won Yong  | 青葉讓   | Ahn Jai Ho       | Cha Sang Hoon Shin Sung Min | 藤里枝、空流邊廣子 池田有 | 2月2日         | 4月14日     |
| 第3集  |          | 屬於我們的星光應援                  | 屬於我們的星光Fans Call          | 赤尾でこ | 香川豐   | Song Geun Sik  | 青葉讓   | Jeon Byung Cheol | Cha Sang Hoon Shin Sung Min | 藤里枝、空流邊廣子 池田有 | 2月3日         | 4月21日     |
| 第4集  |          | 心靈的革命．星光舞台劇！            | 心靈的革命 星光舞台劇            | 坪田文   | 近藤信宏 | Kim Young Beom | 加藤顯   | Choi Hun Cheol   | Cha Sang Hoon Shin Sung Min | -                         | 2月9日         | 4月28日     |
| 第5集  |          | 初戀！？我的☆王子！                 | 初戀 我的王子                    | 井內秀治 | 井內秀治 | Park Chi Man   | 小林浩輔 | Ahn Jai Ho       | Cha Sang Hoon Shin Sung Min | 伊藤良太                  | 2月10日        | 5月5日      |
| 第6集  |          | 禁止筆記讓人很困擾！                | 禁止做筆記讓人很困擾             | 有賀光   | 渡邊慎一 | Sung Won Yong  | 青葉讓   | Sung Won Yong    | Cha Sang Hoon Shin Sung Min | 藤里枝                    | 2月16日        | 5月12日     |
| 第7集  |          | 隊長爭奪戰！Prizmmy☆總選舉          | 隊長爭奪戰 Prizmmy總選舉         | 伊福部崇 | 大原實   | Song Geun Sik  | 小林浩輔 | Jeon Byung Cheol | Cha Sang Hoon Shin Sung Min | 伊藤良太                  | 2月17日        | 5月19日     |
| 第8集  |          | 最後一位成員討厭無謂之事！          | 最後一個成員 討厭無意義的事      | 赤尾でこ | 京極彥   | Park Chi Man   | 德本善信 | Choi Hun Cheol   | Cha Sang Hoon Shin Sung Min | 藤里枝                    | 2月23日        | 5月26日     |
| 第9集  |          | 動搖的心!型男設計師對決             | 動搖的心!型男設計師對決          | 井內秀治 | 井內秀治 | Park Chi Man   | 小林浩輔 | Ahn Jai Ho       | Cha Sang Hoon Shin Sung Min | 戶田さやか                | 2月24日        | 6月2日      |
| 第10集 |          | 美愛退出！？與艾菈認真對決          | 美愛退出?與艾菈認真對決          | 伊福部崇 | 渡邊慎一 | Sung Won Yong  | 高田淳   | Park Chi Man     | Cha Sang Hoon Shin Sung Min | 伊藤良太                  | 3月2日         | 6月9日      |
| 第11集 |          | 與MARs心跳不已的♥溫泉集訓           | 跟MARs心跳不已的溫泉集訓         | 坪田文   | 渡邊慎一 | Song Geun Sik  | 小林浩輔 | Jeon Byung Cheol | Cha Sang Hoon Shin Sung Min | 藤里枝                    | 3月3日         | 6月16日     |
| 第12集 |          | Stand Up！我的少女之魂！            | 起來，我的少女之魂               | 赤尾でこ | 青葉讓   | Park Chi Man   | 高田淳   | Choi Hun Cheol   | Cha Sang Hoon Shin Sung Min | 戶田さやか                | 3月9日         | 6月23日     |
| 第13集 |          | 芳香繚繞的命運之日！                | 芳香繚繞的命運之日               | 赤尾でこ | 京極彥   | Choi Hun Cheol | 小林浩輔 | Park Chi Man     | Cha Sang Hoon Shin Sung Min | 伊藤良太                  | 3月10日        | 6月30日     |
| 第14集 |          | PURETTY 波瀾萬丈的P-nation          | PURETTY 波瀾萬丈的P-nation       | 伊福部崇 | 德本善信 | Park Chi Man   | 德本善信 | Choi Hun Cheol   | Cha Sang Hoon Shin Sung Min | 藤里枝                    | 3月16日        | 7月7日      |
| 第15集 |          | 悸動的玫瑰♥神祕的王子               | 悸動的玫瑰 神祕的王子            | 井内秀治 | 井内秀治 | Song Geun Sik  | 高田淳   | Ahn Jai Ho       | Cha Sang Hoon Shin Sung Min | 戶田さやか                | 3月17日        | 7月14日     |
| 第16集 |          | 用魔法美音做自由研究！              | 用魔法美音做自由研究             | 坪田文   | 渡邊慎一 | Park Chi Man   | 小林浩輔 | Jeon Byung Cheol | Cha Sang Hoon Shin Sung Min | 伊藤良太                  | 3月23日        | 7月21日     |
| 第17集 |          | 動物園的王者，時倫                  | 動物園的王者，時倫               | 有賀光   | 青葉讓   | Choi Hun Cheol | 高田淳   | Na Ki Chual      | Cha Sang Hoon Shin Sung Min | 齊藤里枝                  | 3月24日        | 7月28日     |
| 第18集 |          | 夏日假期！艷夏美人魚                | 夏日假期！艷夏美人魚             | 井內秀治 | 近藤信宏 | Sung Won Yong  | 小林浩輔 | Park Chi Man     | Cha Sang Hoon Shin Sung Min | 戶田さやか                | 3月30日        | 8月4日      |
| 第19集 |          | 星光夏日祭開幕PURETTY Go！Go！Go！  | 星光夏日祭開幕 Puretty Go!Go!Go! | 伊福部崇 | 渡邊慎一 | Song Geun Sik  | 高田淳   | Ahn Jai Ho       | Cha Sang Hoon Shin Sung Min | 伊藤良太                  | 3月31日        | 8月11日     |
| 第20集 |          | 最後的香調 散發熱情的芬芳           | 最後的香調 散發熱情的芬芳        | 赤尾でこ | 榎本守   | Park Chi Man   | 榎本守   | Jeon Byung Cheol | Cha Sang Hoon Shin Sung Min | 藤里枝                    | 4月6日         | 8月18日     |
| 第21集 |          | 展翅飛翔的心，交響曲的覺醒          | 展翅飛翔的心，交響曲的覺醒       | 坪田文   | 渡邊慎一 | Choi Hun Cheol | 小林浩輔 | Choi Hun Cheol   | Cha Sang Hoon Shin Sung Min | 戶田さやか                | 4月7日         | 8月25日     |
| 第22集 |          | 用大大的愛 為心靈洗牌               | 用大大的愛，為心靈洗牌           | 赤尾でこ | 渡邊慎一 | Sung Won Yong  | 大野和壽 | Park Chi Man     | Cha Sang Hoon Shin Sung Min | 伊藤良太                  | 4月13日        | 9月1日      |
| 第23集 |          | 大銀幕的名媛故事                    | 大銀幕的名媛故事                 | 坪田文   | 誌村宏明 | Song Geun Sik  | 小林浩輔 | Ahn Jai Ho       | Cha Sang Hoon Shin Sung Min | 藤里枝                    | 4月20日        | 9月8日      |
| 第24集 |          | 獲得寶物！幸運夥伴大冒險！          | 得到寶物，Pair Charm大冒險       | 伊福部崇 | 青葉讓   | Park Chi Man   | 德本善信 | Jeon Byung Cheol | Cha Sang Hoon Shin Sung Min | 戶田さやか                | 4月21日        | 9月15日     |
| 第25集 |          | 元氣滿滿！星光料理                  | 元氣滿瀉 星光料理                | 井內秀治 | 井內秀治 | Choi Hun Cheol | 小林浩輔 | Na Ki Chual      | Cha Sang Hoon Shin Sung Min | 伊藤良太                  | 4月27日        | 9月22日     |
| 第26集 |          | 白與黑的婚紗                        | 白與黑的婚紗                     | 赤尾でこ | 青葉讓   | Song Geun Sik  | 小林浩輔 | Jeon Byung Cheol | Cha Sang Hoon Shin Sung Min | 藤里枝                    | 4月28日        | 9月29日     |
| 第27集 |          | 以新組隊來跳支舞吧？                | 新組隊 我們可否共舞？            | 伊福部崇 | 松尾慎   | Song Geun Sik  | 德本善信 | Ahn Jai Ho       | Cha Sang Hoon Shin Sung Min | 戶田さやか                | 5月4日         | 10月6日     |
| 第28集 |          | 小旋的真心 親愛的家人……             | 小旋的真心，親愛的家人           | 井內秀治 | 井內秀治 | Park Chi Man   | 小林浩輔 | Choi Hun Cheol   | Cha Sang Hoon Shin Sung Min | -                         | 5月5日         | 10月13日    |
| 第29集 |          | 獻給女神的真心                      | 獻給女神的真心                   | 坪田文   | 青葉讓   | Choi Hun Cheol | 德本善信 | Park Chi Man     | Cha Sang Hoon Shin Sung Min | 藤里枝                    | 5月11日        | 10月20日    |
| 第30集 |          | 萬聖節的造型是Love-mix協奏曲        | 萬聖節的造型是Love-mix協奏曲     | 赤尾でこ | 渡邊慎一 | Sung Won Yong  | 小林浩輔 | Jeon Byung Cheol | Cha Sang Hoon Shin Sung Min | 戶田さやか                | 5月12日        | 10月27日    |
| 第31集 |          | Cheer！Yeah！×2 讓夢想實現！        | Cheer yeah!讓夢想實現!           | 福田裕子 | 榎本守   | Song Geun Sik  | 榎本守   | Ahn Jai Ho       | Cha Sang Hoon Shin Sung Min | 伊藤良太                  | 5月18日        | 11月3日     |
| 第32集 |          | 風啊，吹吧，吹向星光的心            | 風啊，吹吧，吹向星光的心         | 井內秀治 | 井內秀治 | Park Chi Man   | 小林浩輔 | Bak I Nam        | Cha Sang Hoon Shin Sung Min | 藤里枝                    | 5月19日        | 11月10日    |
| 第33集 |          | 蘊藏心意的美味餐廳                  | 蘊藏心意的美味餐廳               | 有賀光   | 渡邊慎一 | Choi Hun Cheol | 大野和壽 | Na Ki Chual      | Cha Sang Hoon Shin Sung Min | 戶田さやか                | 5月25日        | 11月17日    |
| 第34集 |          | 起舞吧，舞蹈老師                    | 起舞吧，舞蹈老師                 | 福田裕子 | 渡邊慎一 | Sung Won Yong  | 小林浩輔 | Jeon Byung Cheol | Cha Sang Hoon Shin Sung Min | 伊藤良太                  | 5月26日        | 11月24日    |
| 第35集 |          | 沼珉的憧憬心碎                      | 沼珉，心動的憧憬心碎             | 坪田文   | 青葉讓   | Song Geun Sik  | 德本善信 | Ahn Jai Ho       | Cha Sang Hoon Shin Sung Min | 藤里枝                    | 6月1日         | 12月1日     |
| 第36集 |          | 少女們的競演-通往交響曲之路         | 少女的競演，通往交響曲之路       | 伊福部崇 | 德本善信 | Park Chi Man   | 德本善信 | Choi Hun Cheol   | Cha Sang Hoon Shin Sung Min | 戶田さやか                | 6月2日         | 12月8日     |
| 第37集 |          | 艾菈的決定                          | 艾菈的決定                       | 赤尾でこ | 渡邊慎一 | Choi Hun Cheol | 小林浩輔 | Ahn Jai Ho       | Cha Sang Hoon Shin Sung Min | 伊藤良太                  | 6月8日         | 12月15日    |
| 第38集 |          | 夢幻與神秘的蛻變                    | 夢幻和神秘的蛻變                 | 赤尾でこ | 渡邊慎一 | Sung Won Yong  | 小林浩輔 | Jeon Byung Cheol | Cha Sang Hoon Shin Sung Min | 藤里枝                    | 6月9日         | 12月22日    |
| 第39集 |          | 沈默的公主                          | 沈默的公主                       | 伊福部崇 | 渡邊慎一 | Song Geun Sik  | 德本善信 | Ahn Jai Ho       | Cha Sang Hoon Shin Sung Min | 戶田さやか                | 6月15日        | 2013 1月5日 |
| 第40集 |          | 交響曲誕生的秘密                    | 交響曲誕生的秘密                 | 井內秀治 | 井內秀治 | Park Chi Man   | 小林浩輔 | Na Ki Chual      | Cha Sang Hoon Shin Sung Min | 伊藤良太                  | 6月16日        | 1月12日     |
| 第41集 |          | 友情的漂亮改裝                      | 友情的Pretty Remake              | 福田裕子 | 大原實   | Choi Hun Cheol | 小林浩輔 | Ahn Jai Ho       | Cha Sang Hoon Shin Sung Min | 藤里枝                    | 6月22日        | 1月19日     |
| 第42集 |          | 朝著宇宙的盡頭-前往高空             | 飛向宇宙的盡頭 Go! Sky High      | 赤尾でこ | 渡邊慎一 | Sung Won Yong  | 德本善信 | Jeon Byung Cheol | Cha Sang Hoon Shin Sung Min | 戶田さやか                | 6月23日        | 1月26日     |
| 第43集 |          | 站起來吧-巨星們                     | 重新出發                         | 坪田文   | 松尾慎   | Song Geun Sik  | 小林浩輔 | Choi Hun Cheol   | Cha Sang Hoon Shin Sung Min | 伊藤良太                  | 6月29日        | 2月2日      |
| 第44集 |          | 熱情革命                            | 熱情革命                         | 伊福部崇 | 渡邊慎一 | Park Chi Man   | 大野和壽 | Ahn Jai Ho       | Cha Sang Hoon Shin Sung Min | 藤里枝                    | 6月30日        | 2月9日      |
| 第45集 |          | 星空的前奏曲                        | 星空的序曲                       | 福田裕子 | 渡邊慎一 | Choi Hun Cheol | 小林浩輔 | Jeon Byung Cheol | Cha Sang Hoon Shin Sung Min | 戶田さやか                | 7月6日         | 2月16日     |
| 第46集 |          | 中心位置爭奪戰-對手是好朋友         | 角逐主角，而且對手是朋友？       | 井內秀治 | 近藤信宏 | Sung Won Yong  | 德本善信 | Park Chi Man     | Cha Sang Hoon Shin Sung Min | 伊藤良太                  | 7月7日         | 2月23日     |
| 第47集 |          | 任性的美愛-前所未聞的臨陣退逃大騷動 | 任性的美愛前所未聞的臨陣退縮     | 坪田文   | 誌村宏明 | Song Geun Sik  | 小林浩輔 | Na Ki Chual      | Cha Sang Hoon Shin Sung Min | 藤里枝                    | 7月13日        | 3月2日      |
| 第48集 |          |                                     | 無尚禮讚交響曲開演                       | 坪田文   | 渡邊慎一 | Park Chi Man   | 德本善信 | Ahn Jai Ho       | Cha Sang Hoon Shin Sung Min | 戶田さやか                | 7月14日        | 3月9日      |
| 第49集 |          | 失去的明天                          | 會失去的明日                     | 坪田文   | 渡邊慎一 | Choi Hun Cheol | 小林浩輔 | Jeon Byung Cheol | Cha Sang Hoon Shin Sung Min | 伊藤良太                  | 7月20日        | 3月16日     |
| 第50集 |          | 未來的我是最棒的！                  | 未來的我是第一名                 | 坪田文   | 渡邊慎一 | Sung Won Yong  | 小林浩輔 | Han Young Hoon   | Cha Sang Hoon Shin Sung Min | 藤里枝                    | 7月21日        | 3月23日     |
| 第51集 |          | DEAR-MY-FUTURE                      |                                  | 坪田文   | 渡邊慎一 | Song Geun Sik  | 小林浩輔 | Choi Hun Cheol   | Cha Sang Hoon Shin Sung Min | 戶田さやか                | 7月27日        | 3月30日     |

## 播放電視台
| 日本 東京電視台 星期六 10:00-10:30 | 日本 東京電視台 星期六 10:00-10:30 | 日本 東京電視台 星期六 10:00-10:30 |
| ---------------------------------- | ---------------------------------- | ---------------------------------- |
|                                    | （2012年4月7日 - 2013年3月30日）   |                                    |
| 星光少女 極光之夢                  | 星光少女 Rainbow Live              |                                    |
| 日本 BS JAPAN 星期六 10:00-10:30   |                                    |                                    |
| 星光少女 極光之夢                  | （2012年4月7日 - 2013年3月30日）   | 星光少女 Rainbow Live              |

| 台灣 東森幼幼台 星期五 17:30-18:00 2013年2月8日暫停播出 2013年6月8日至9月28日改為星期六 8:00-8:30 2013年10月5日暫停播出 | 台灣 東森幼幼台 星期五 17:30-18:00 2013年2月8日暫停播出 2013年6月8日至9月28日改為星期六 8:00-8:30 2013年10月5日暫停播出 | 台灣 東森幼幼台 星期五 17:30-18:00 2013年2月8日暫停播出 2013年6月8日至9月28日改為星期六 8:00-8:30 2013年10月5日暫停播出 |
| --- | --- | --- |
| | （2012年11月9日 - 2013年11月1日）                                                                                       | |
| 光之美少女 甜蜜天使！ （1 - 24話）                                                                                      | 星光少女 彩虹舞台 | |

| 香港 翡翠台 星期六、日 17:00－17:30 節目 1月27日、4月14日停播           | 香港 翡翠台 星期六、日 17:00－17:30 節目 1月27日、4月14日停播 | 香港 翡翠台 星期六、日 17:00－17:30 節目 1月27日、4月14日停播 |
| ----------------------------------------------------------------------- | ------------------------------------------------------------- | ------------------------------------------------------------- |
|                                                                         | （2013年1月26日－2013年7月27日）                              |                                                               |
| 守護蛋精靈II                                                            | 岡GON                                                         |                                                               |
| 香港 無綫兒童台 星期一至五 7:30－8:00 節目                              |                                                               |                                                               |
| 星光少女                                                                | （2014年2月4日－2014年4月15日）                               | 寶石寵物IV                                                    |
| 香港 無綫兒童台 星期一至五 7:30－8:00節目 11月3日起星期一至五8:00－8:30 |                                                               |                                                               |
| 星夢學園 第1部                                                          | （2014年10月28日－2015年1月6日）                              | 馬達加斯加的企鵝III                                           |
| 翡翠台 星期一至六 06:00-06:25 節目                                      |                                                               |                                                               |
| 紙箱戰機 重播                                                           | 星光少女．美夢成真 重播 （2015年5月6日－7月3日）              | 宇宙兄弟 第1－50話                                            |

| 台灣 MY KIDS TV 星期六、日 18:00-19:00 | 台灣 MY KIDS TV 星期六、日 18:00-19:00 | 台灣 MY KIDS TV 星期六、日 18:00-19:00 |
| -------------------------------------- | -------------------------------------- | -------------------------------------- |
|                                        | （2013年6月15日 - 2013年12月7日）      |                                        |
| 神奇寶貝超世代                         | 星光少女 彩虹舞台                      |                                        |

## DVD
| 卷數 | 發售日             | 收錄話數（枚數）    | 規格編號   |
| ---- | ------------------ | ------------------- | ---------- |
| 1st  | 2012年12月19日發售 | 第1 - 13話（3枚組） | AVBA-62025 |

## 外部連結

DVD1

「Life is Just a Miracle」DVD 封面

- Taraka Tomy《星光少女 Dear My Future》商品官網（日語）
- 東京電視台《星光少女 Dear My Future》官網（日語）
- 台灣群英社官網 （页面存档备份，存于）（繁體中文）
- 台灣東森幼幼台《星光少女 美夢成真》官網 （页面存档备份，存于）（繁體中文）